# Второе сражение при Фредериксберге
Второе сражение при Фредериксберге (англ. Second Battle of Fredericksburg), также известное как Второе сражение за высоты Мари (англ. Second Battle of Marye's Heights), произошло 3 мая 1863 года у города Фредериксберг, штат Виргиния, и представляло собой одно из сражений Чанселорсвиллской кампании американской гражданской войны. Иногда его рассматривают как одну из фаз сражения при Чанселорсвилле.
Федеральному генералу Джону Седжвику было приказано атаковать укрепления Северовирджинской армии на высотах Мари под Фредериксбергом и выйти в тыл армии генерала Роберта Ли, которая должна была оказаться под ударом с двух сторон и разгромлена. В ходе сражения корпус Седжвика сумел взять штурмом высоты Мари и отрезать дивизию Джубала Эрли от основных сил армии Ли, но затем Седжвик стал действовать нерешительно и его наступление на Чанселорсвилл было остановлено бригадой Кадмуса Уилкокса у Салем-Чёрч. На следующий день генерал Эрли занял покинутые федералами высоты Мари без единого выстрела и произошло сражение при Бэнкс-Форд, после которого Седжвик отступил на северный берег реки Раппаханок.

## Предыстория
27 апреля 1863 года федеральный главнокомандующий Джозеф Хукер начал Чанселорсвиллскую кампанию. Его план состоял в том, чтобы выйти частью своей армии в тыл и фланг армии противника. Три федеральных корпуса начали выдвижение на восток: XI корпус Ховарда, XII корпус Слокама и V корпус Мида — в общей сложности 39 795 человек. Хукер выбирал те корпуса, лагеря которых находились дальше всего от позиций противника. Корпуса, стоящие на виду у противника, остались на месте: это были I корпус Рейнольдса на левом фланге и VI корпус Седжвика в центре. Два правых корпуса (II и III) также остались на месте.
Вечером 28 апреля VI и I корпусам было приказано перейти Раппаханок, чтобы привлечь к себе внимание южан. Хукер приказал захватить переправы Франклин-Кроссинг и Фицхью-Кроссинг под Фредерикбергом в предрассветные часы и первые часы дня. Предполагалось, что ночью, до 03:30, будут наведены мосты. Темнота помешала этому замыслу: когда первые лодки с солдатами VI корпуса отчалили от берега у Франклин-Кроссинг, уже рассвело, но утренний туман помог им переправиться незамеченными. На южном берегу реки федералов встретили пикеты противника, которые сделали по атакующим пару залпов и отошли. В 09:45 три моста уже были наведены.
К вечеру 29 апреля генерал Ли узнал о появлении противника на своём левом фланге, но он ещё не вполне понимал замысел северян и не знал точной численности их группировки на западе. Для начала он отправил распоряжения генералам Андерсону и Маклоузу. Генерал Маклоуз должен был занять позиции у Фредериксберга и быть готов усилить левый фланг, а генералу Андерсону, бригады которого были разбросаны на левом фланге армии, было велено сконцентрироваться у плантации Джорджа Чанселлора, где сходились дороги, ведущие от переправ через Рапидан, и занять там сколь возможно сильную линию обороны. 30 апреля генерал Ли изучил позиции противника под Фредериксбергом и решил, что главную атаку Хукер планирует не здесь. Он решил оставить часть войск на позициях под Фредериксбергом, а основной массой атаковать западную группировку противника. На высотах под Фредериксбергом осталась дивизия Джубала Эрли, усиленная миссисипской бригадой Барксдейла. Ли велел Эрли наблюдать за противником, сдерживать по возможности его наступление, а в случае невозможности обороны отступать к Гвинея-Стейшен, прикрывая железную дорогу и склады.
1 мая три корпуса Хукера вышли во фланг армии Ли, встретились с корпусами Андерсона и Маклоуза и отступили на высоты к дому Чанселлора. 2 мая Джексон атаковал правый фланг Хукера и разгромил его XI корпус.
Несмотря на разгром своего корпуса, Хукер решил воспользоваться преимуществами ситуации. Разведка установила, что с запада его атаковали все дивизии Джексона кроме дивизии Эрли (которая осталась под Фредериксбергом), а с востока находятся две дивизии генерала Ли. Это означало, что часть армии противника (дивизии Андерсона и Маклоуза) теперь находятся между двумя частями Потомакской армии и могут быть атакованы с двух сторон. В 21:00 2 мая Хукер отправил Седжвику приказ наступать. Этот приказ пришёл в штаб армии в Фалмуте в 22:00, и Баттерфилд переправил его Седжвику, который получил его в 23:00.

ШТАБ ПОТОМАКСКОЙ АРМИИ, 2 мая, 1863-22.10

(Получено 23:00)

Генерал-Майор СЕДЖВИК:

Генерал-майор приказывает вам перейти Раппаханок у Фредериксберга сразу по получении этого приказа и идти маршем по Чанселорсвиллской дороге, пока не соединитесь с ним. Вы должны атаковать и уничтожить любые силы на своём пути. Оставьте все обозы в тылу кроме обоза с боеприпасами и наступайте, чтобы оказаться на виду у генерала на рассвете. Видимо, вы окажетесь в тылу сил, которыми командует генерал Ли и главнокомандующий полагает, что вы его разобьёте.
С уважением, ваш покорный слуга
Оригинальный текст (англ.)–  HEADQUARTERS ARMY OF THE POTOMAC, May 2, 1863-10.10 p.m.

(Received 11 p.m.)

Major-General SEDGWICK:

The major-general commanding directs that you cross the Rappahannock at Fredericksburg on the receipt of this order, and at once take up your line of march on the Chancellorsville road until you connect with him. You will attack and destroy any force you may fall in with on the road. You will leave all your trains behind except the pack-mule train of small ammunition, and march to be in the vicinity of the general at daylight. You will probably fall upon the rear of the forces  commanded by General Lee, and between you and the major-general commanding he expects to use him up.

I am, very respectfully, your obedient servant
— War of the Rebellion: Serial 040 Page 0365 Chapter XXXVII
К моменту получения приказа все три дивизии Седжвика уже стояли на южном берегу, поэтому приказ «перейти Раппаханок» сбил Седжвика с толку. Он отправился к Баттерфилду и они вместе скорректировали приказ под данные обстоятельства.
Между тем, когда корпус Джексона был отправлен на левый фланг, на высотах под Фредериксбером осталась только дивизия Джубала Эрли. Днём 2 мая Ли отправил к Эрли штабного офицера (Роберта Чилтона) с устным приказом: идти на соединение с основной армией, если обстоятельства позволяют это. Однако Чилтон неправильно понял свою миссию и передал приказ Ли в категорической форме: он сказал, что Эрли должен идти на соединение с Ли и сделать это незамедлительно. Эрли и Уильям Пендлтон весьма удивились такому приказу. Эрли был уверен, что уход его бригад будет немедленно замечен и сразу же инициирует наступление корпуса Седжвика. Но Чилтон проявил настойчивость и уверенно заявил, что в его словах никакой ошибки не содержится. Тогда Эрли оставил 21-й миссисипский полк из бригады Барксдейла в пикетной линии, бригаду Гарри Хайса оставил на высотах, а остальные свои бригады отправил на запад. Теперь под Фредериксбергом осталось всего 3 000 человек. В 10:45 отступление Эрли было замечено наблюдателями федеральной армии. В этой ситуации генералу Седжвику следовало переправить свои дивизии через Раппаханок и атаковать отступающего противника, но он не решился действовать без прямого приказа.

## Сражение

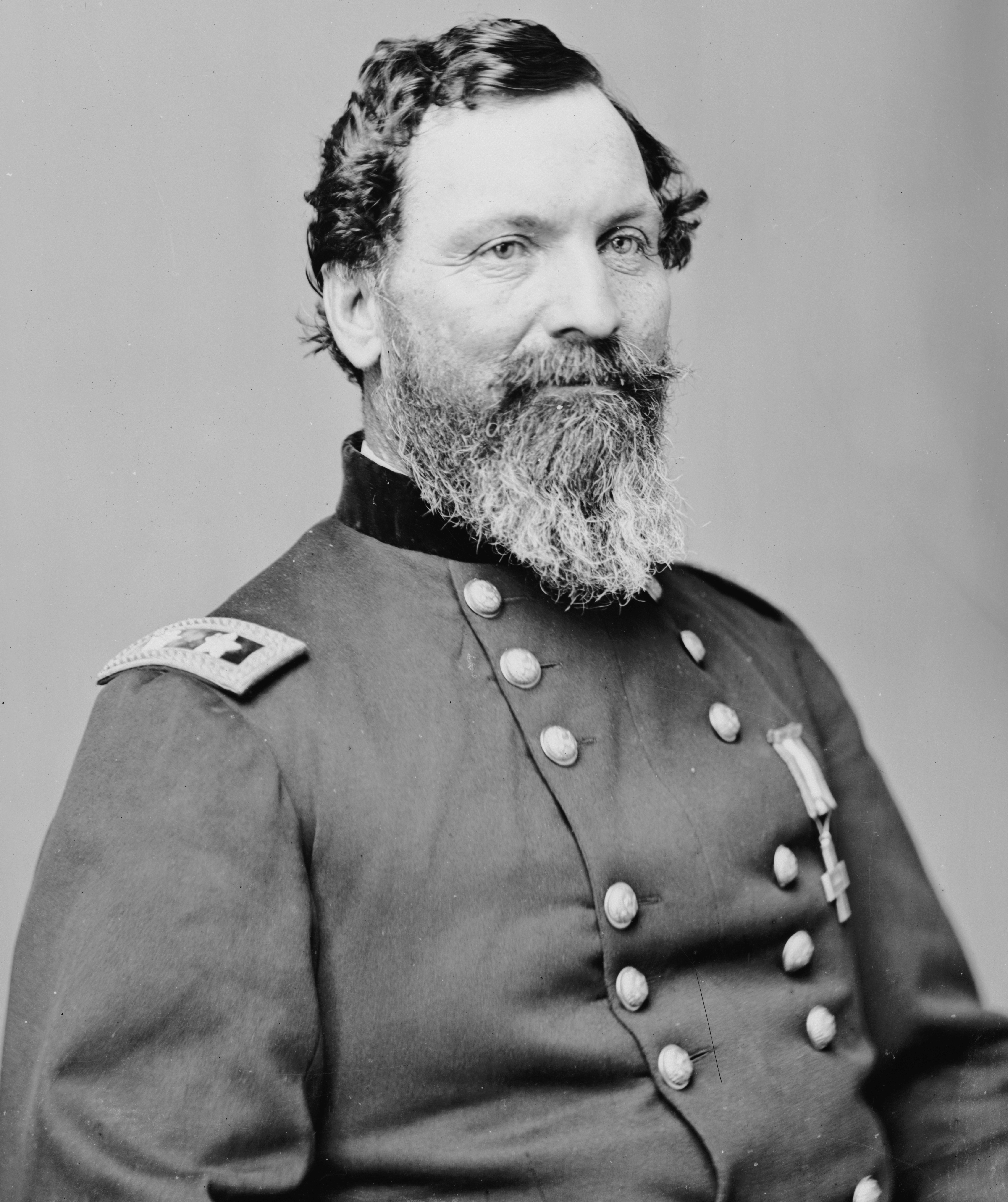
Генерал-майор Джон Седжвик

На момент получения приказа корпус Седжвика стоял в двух милях южнее Фредериксберга и в 10 милях от основной армии Хукера. Седжвик сразу же, после согласования приказа с Баттерфилдом, отдал приказ о наступлении. Дивизия Ньютона шла в авангарде, за ней — «Лёгкая дивизия» Бёрнхама, затем дивизии Хау и Брукса. Седжвик решил войти во Фредериксберг и оттуда выйти на дорогу Оранж-Пленк-Роуд, ведущую к Чанселорсвиллу. Он мог бы попробовать обойти позиции противника под Фредериксбергом, но, видимо, плохо знал дороги в этой местности. В декабре прошлого года, во время боёв под Фредериксбергом, корпус Седжвика стоял на левом фланге армии и ничего не знал о характере местности к западу от города. В 23:30 Баттерфилд получил сообщения о разгроме XI корпуса под Чанселорсвиллом и сразу сообщил об этом Седжвику, добавив: «Теперь всё на свете зависит от скорости и решительности вашего манёвра». Он полагал, что это добавит Седжвику энтузиазма, но эффект получился обратный: Седжвик только удвоил свою осторожность.
Уже на подходе к Фредериксбергу федеральная армия вступила в перестрелку с пикетами южан. В 01:30 Седжвик сообщил Баттерфилду, что Фредериксберг ещё занят какими-то частями противника и едва ли получится дойти до Чанселорсвилла к рассвету.
В это время дивизия Джубала Эрли находилась между Фредериксбергом и Чанселорсвиллом, примерно в миле от Фредериксберга. Эрли успел связаться со штабом армии и доложить ситуацию. Генерал Ли написал ему письмо (которое на сохранилось), где сообщил, что его приказ был неправильно понят, однако оставил Эрли самому решать, стоит ли возвращаться к Фредериксбергу. В это время курьер от Барксдейла доложил Эрли о перемещениях дивизий Седжвика, а вестовой от Пендлтона передал, что Эрли потеряет все свои орудия, если немедленно не вернётся. И Эрли отправил бригады назад. Примерно в 06:00 его дивизия вернулась на свои позиции на высотах за городом, и вместо 15 орудий у южан теперь имелось 40. В итоге задача Седжвика, легко выполнимая ночью 2 мая, стала почти невыполнимой утром 3 мая.
После возвращения дивизии Эрли для обороны высот Мари была выделена только бригада Барксдейла. «Имея несколько батарей и единственную пехотную бригаду, я удерживал фронт длиной не менее трёх миль, — писал в рапорте Барксдейл, — он тянулся от Тейлорс-Хилл направо, к подножию холмов у дома Ховисона». 21-й миссисипский полк стоял между высотами Мари и Пленк-Роуд, а три роты выдвинуты к каменной стене у подножия высот Мари, где был развёрнут в линию 18-й миссисипский полк. 17-й миссисипский полк стоял у холма Ли, а 13-й миссисипский ещё далее вправо. Правее дома Мари стояли 4 орудия и ещё два — левее дома.
Хукер был сильно разочарован задержкой Седжвика, но решил держать оборону у Чанселорсвилла до тех пор, пока VI корпус Седжвика не выйдет в тыл армии Ли со стороны Фредериксберга. Корпус Седжвика насчитывал 23 600 человек, а приданная ему дивизия Джона Гиббона насчитывала ещё 3 500 человек. Хукер полагал, что дивизия Джубала Эрли (где бы она не находилась) насчитывает 8 400 человек, а данные разведки сообщали, что на высотах находится всего одна бригада. С учётом этого наступление Седжвика казалось вполне возможным.

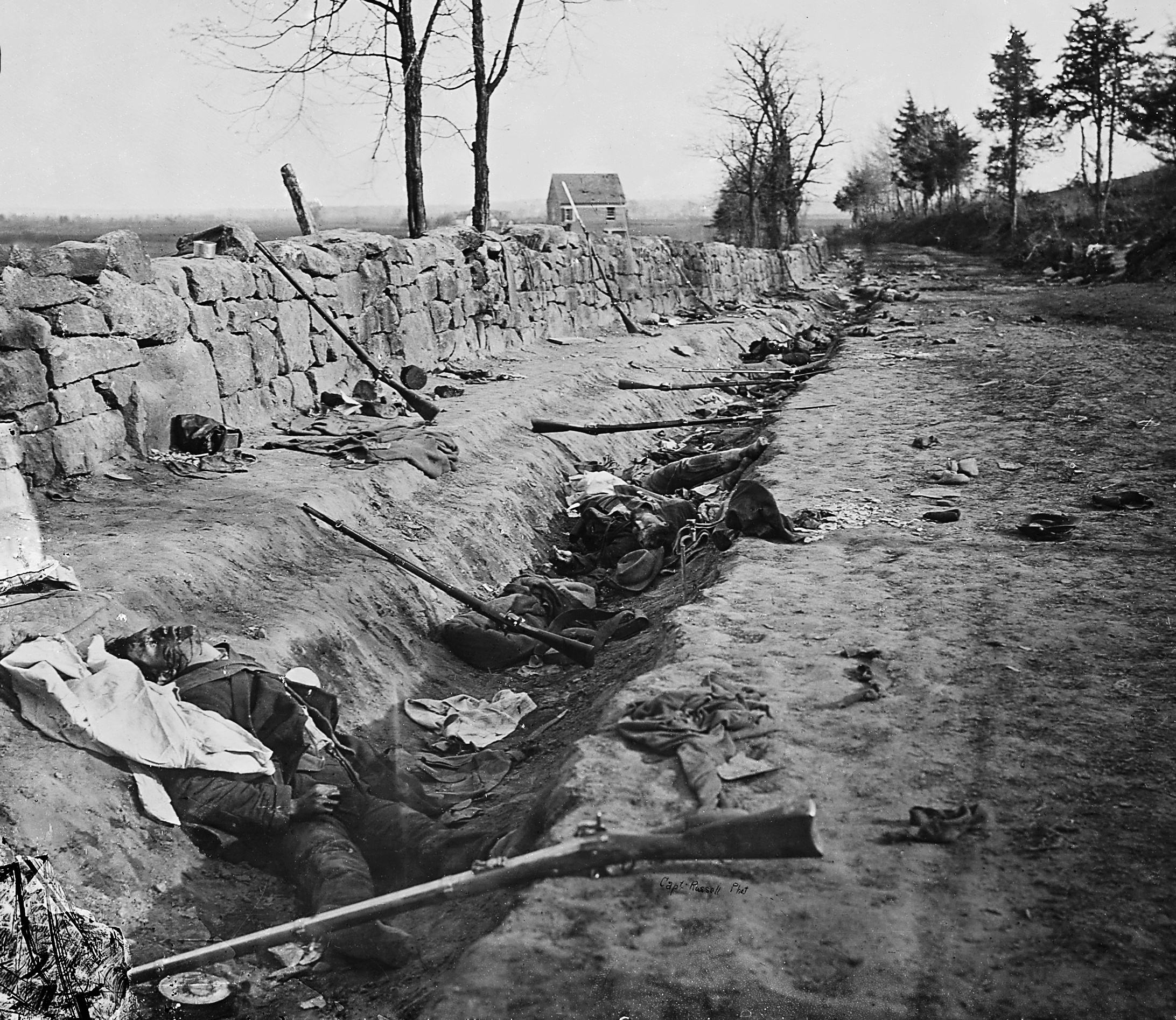
Каменная стена у высот Мари после отступления южан 3 мая 1863 года

На рассвете, в 04:00, корпус Седжвика прошёл через опустевший Фредериксберг и подошёл к высотам Мари. Седжвик приказал генералу Ньютону провести разведку боем и Ньютон послал вперёд два полка из бригады Уитона: 62-й Нью-Йоркский («Anderson Zouaves») и 102-й Пенсильванский. За ними во второй линии шли 23-й и 93-й Пенсильванские полки. Это наступление иногда считается началом второго сражения при Фредериксберге. Полки подошли на 20 шагов к каменной стене у высот Мари — той самой, где происходили бои в декабре 1862 — и попали под винтовочный залп, который сразу же обратил их в бегство. 62-й Нью-Йоркский полк в этом бою потерял 17 человек убитыми и 48 ранеными. Среди раненых был командир полка, подполковник Теодор Гамильтон. «Обнаруженных сил противника, — писал потом Седжвик, — было достаточно, чтобы понять — их укрепления не получится взять без больших потерь».
Так как солдаты обычно не любят наступать по телам своих убитых и раненых, то один из федеральных офицеров вышел под белым флагом с просьбой разрешить вынести раненых. Полковник Томас Гриффин дал своё согласие и северяне эвакуировали раненых, одновременно оценив численность противника за каменной стеной. Барксдейл потом отметил в рапорте, что Гриффин дал своё согласие без уведомления самого Барксдейла.
Эти разведданные придали Седжвику уверенности, но он оказался в сложном положении. Говернор Уоррен, который специально прибыл из штаба Хукера, объяснил ему, что необходимо не просто отбить высоты Мари, но и не допустить отступления дивизии Эрли к остальным дивизиям Ли. Седжвик по этой причине не мог обойти правый фланг противника, и был вынужден иметь дело с левым, где находилась каменная стена. В декабре 1862 года Седжвик пропустил сражение при Фредериксберге, но он знал, что генерал Бернсайд потерял 6 000 человек в бесплодных штурмах каменной стены, и повторять ошибки Бернсайда Седжвику не хотелось. Он стал думать о том, как обойти стену с фланга. В декабре 1862 года эти фланги прикрывала артиллерия, но в этот раз её было гораздо меньше.

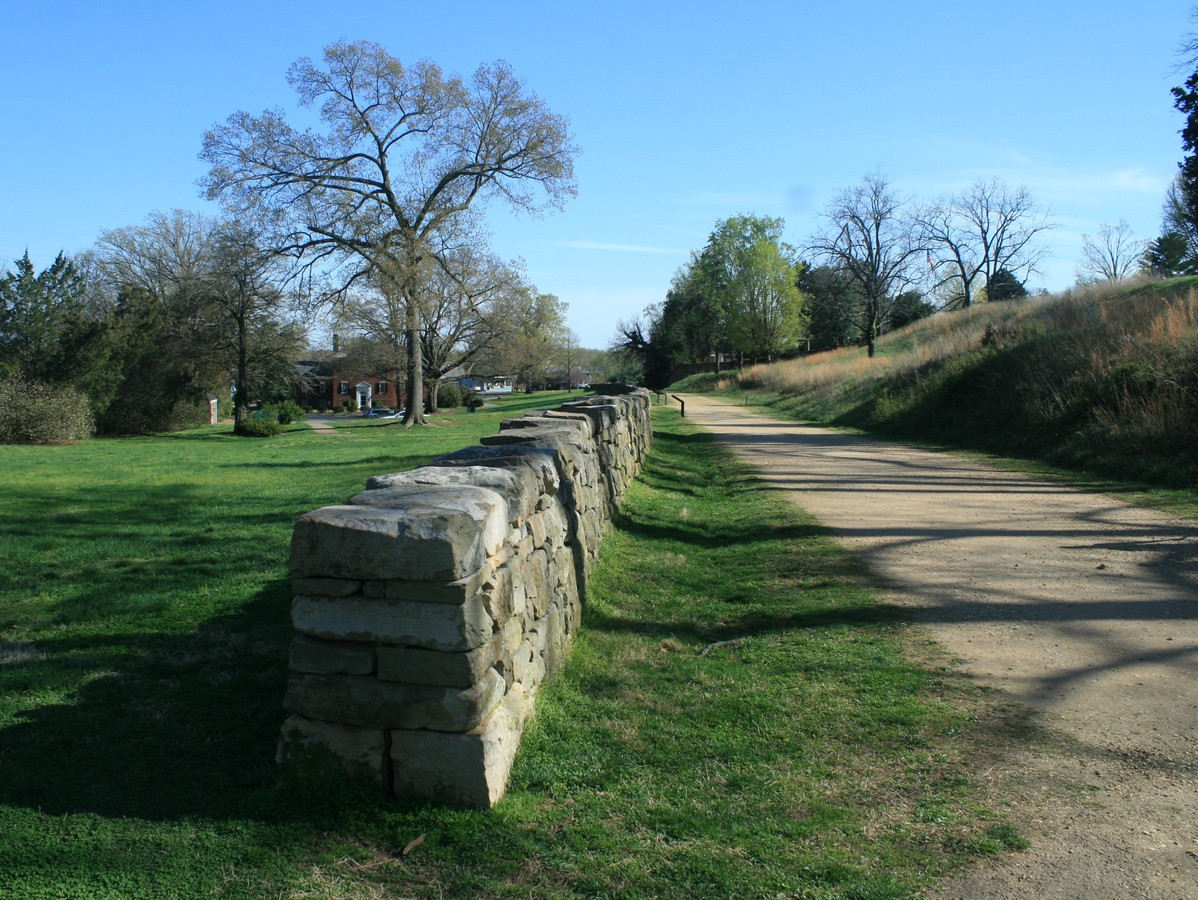
Каменная стена у высот Мари в 2015 году

Между тем, пока Седжвик планировал обход левого фланга Эрли, сам Эрли беспокоился за свой правый фланг. У каменной стены он оставил только два миссисипских полка из бригады Барксдейла. На дальнем левом фланге стояла бригада Кадмуса Уилкокса из дивизии Андерсона. Всего на 6 миль фронта у Эрли было 12 700 человек и 46 орудий, а на высотах Мари — 1 200 человек и только 8 орудий. В декабре эти позиции удерживали гораздо более серьёзные силы. Но Эрли не предполагал проблем на этом участке и воспринял атаку полков Ньютона как отвлекающий манёвр. Он решил, что северяне не настолько глупы, чтобы повторять фронтальную атаку каменной стены, и сосредоточил своё внимание на правом фланге. Эрли видел, что противник переправляется не прямо у Фредериксберга, а южнее, у Гамильтон-Кроссинг, ближе к его правому флангу. Если учитывать этот факт и события прошлого декабря, то стратегия Эрли, по мнению Гари Галахера, имела некоторый смысл.
Седжвик решил атаковать каменную стену дивизией Ньютона, которую слева поддерживала бы дивизия Хау, а справа — две бригады Джона Гиббона (бригады Салли и Холла.) В 07:40 Седжвик сообщил свой план Баттерфилду: «Я проведу общую атаку их укреплений: Гиббон справа, Ньютон в центре, а Хау — слева. Если не выйдет, я попробую снова». Бригады Гиббона начали своё наступление, но наткнулись на Фредериксбергский канал — тот самый, который задержал наступление федеральной армии в предыдущем сражении. Он имел примерно 10 метров ширины и его сложно было перейти без моста. О существовании канала знали в штабе армии, но в самом VI корпусе о нём не знал никто.
Канал мешал атаке левого фланга противника, а атака правого фланга каменной стены была крайне нежелательна, поскольку атакующие оказывались под фланговым огнём с высоты Холма Ли. В этой ситуации Седжвик с неохотой был вынужден решиться на фронтальную атаку каменной стены. Для этих целей были сформированы три штурмовые колонны, из которых левая была развернута в боевую линию, а две остальные наступали в колонне по четыре человека:

Наступление федеральных колонн 3 мая

- Правая колонна под командованием полковника Джорджа Спира: 61-й Пенсильванский (май. Доусон), 43-й Нью-Йоркский (полк. Бейкер), 67-й Нью-Йоркский (полк. Кросс) и 82-й Пенсильванский (май. Бассетт);
- Центральная колонна: 7-й Массачусетский (полк. Томас Джонс) и 36-й Нью-Йоркский (подполк. Уолш);
- Левая колонна полковника Бёрнхама: 5-й Висконсинский в стрелковой цепи (полк. Томас Аллен[англ.]), 6-й Мэнский (подп. Харис), 31-й Нью-Йоркский (полк. Джонс) и 23-й пенсильванский (полк. Флай);

(В русскоязычной книге Кирилла Маля «Гражданская война в США. 1861—1865» построение колонн описано иначе: две штурмовые колонны впереди и пехотная линия сзади. Тем не менее в рапорте Седжвика о линии Бёрнхама сказано, что она наступала левее штурмовых колонн и Стивен Сирс описывает происходящее так же.)
Около 10:00, в то самое время, когда рушилась оборона Потомакской армии на плато у дома Чанселлора, колонны Седжвика начали наступление. Сигналом к началу было наступление правой колонны Спира. Она вышла из Фредериксберга и двинулась вперёд по Оранж-Пленк-Роуд с 61-м Пенсильванским полком в авангарде. Они перешли канал по мосту, и была отдана команда двигаться ускоренным шагом, когда артиллерия Эрли открыла по ним огонь. Стрельбу вели всего три орудия. Первыми же залпами был убит полковник Спир. Его гибель сразу же дезорганизовала колонну.
Когда мы перешли мост, — вспоминал капитан 43-го Нью-Йоркского, Бёрханс, два дня спустя, — мы пошли вперёд ускоренным шагом в четыре шеренги. 61-й Пенсильванский из нашей Лёгкой дивизии шёл впереди нас. Когда мы вышли из города, на нас обрушился самый смертельный огонь, какой ты только можешь вообразить, в основном картечью, мушкетными пулями и отчасти снарядами. Полковник 61-го Пенсильванского был убит ещё до того, как мы перешли мост, и тогда они дрогнули, и наша атака остановилась под обстрелом, который ни один солдат не выдержит, и тогда наш полк не устоял и так же стал отступать к городу. 
Центральная колонна вышла из города по Ганновер-Стрит и пользуясь неровностью местности, подошла довольно близко к каменной стене, за которой стоял 18-й Миссисипский полк и три роты 21-го Миссисипского полка. Они открыли беглый огонь по авангардному 7-му Массачусетскому полку, нанеся ему серьёзный урон. Был ранен полковник Джонс, а из 400 человек полка было убито 22 и ранено 124. Наступление колонны затормозилось.

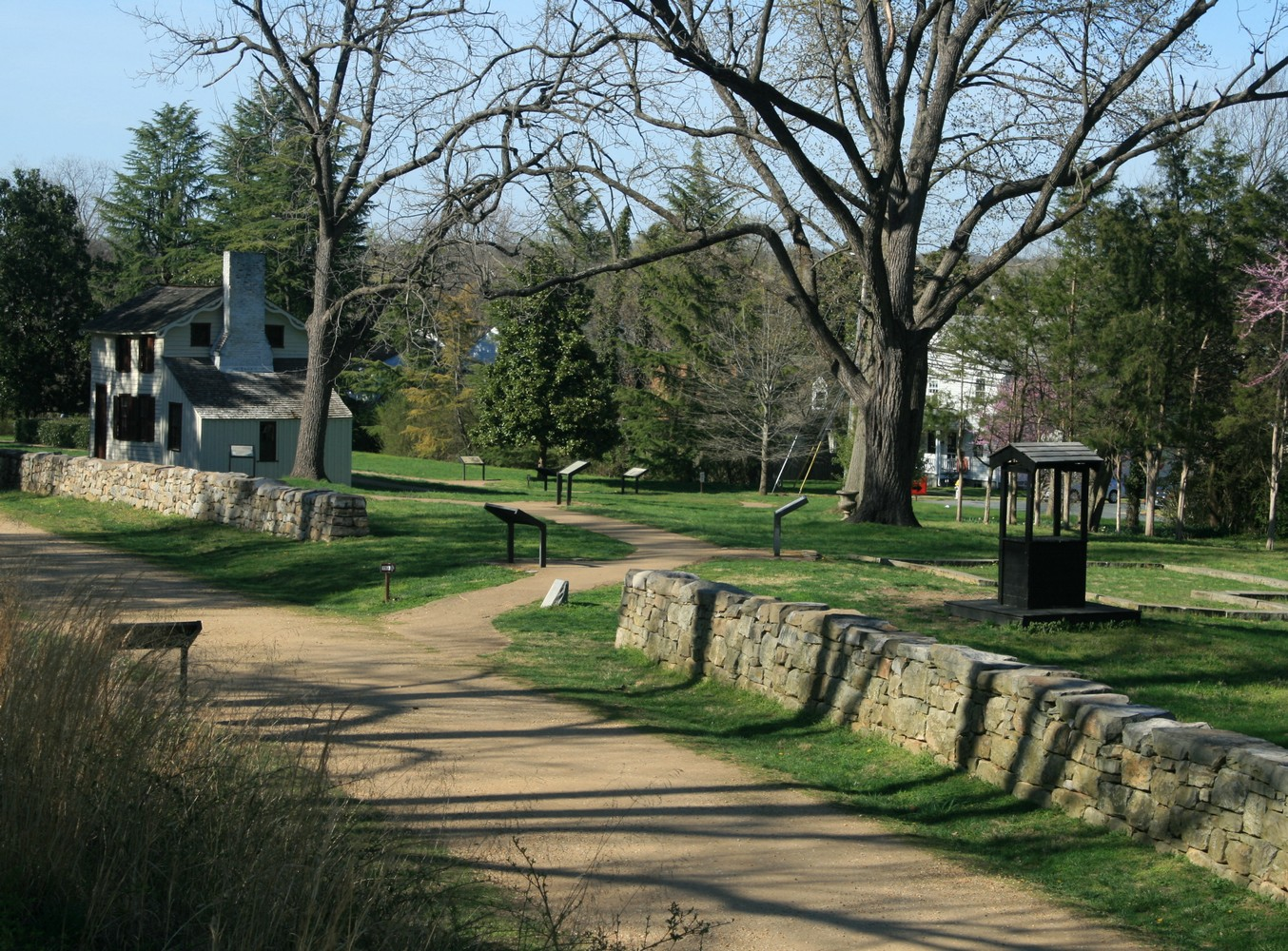
Каменная стена и дом Инниса — участок атаки колонны Бёрнхама

Левая колонна наступала, развернувшись в боевую линию. 5-й Висконсинский полк был развёрнут в стрелковую цепь. «Парни, — сказал полковник Аллен, — вы видите эти высоты. Вы должны их взять. Вы думаете, что не сможете сделать это, но вы можете и сделаете. Когда будет дана команда 'Вперёд!', вы пойдёте ускоренным шагом, не стреляя, и не остановитесь, пока не будет дана команда. А команды такой не будет». Прозвучала команда на атаку и полк бросился вперёд. В это время крайние правые роты 18-го Миссисипского полка вели огонь по вермонтской бригаде из дивизии Хау, которая двигалась южнее атакующей колонны. Артиллерийская батарея на высотах также вела огонь по этой бригаде. Левый фланг миссисипского полка был отвлечён стрельбой по двум первым колоннам. По наступающий висконсинцам вели огонь только несколько рот и три орудия. Висконсинцы прорвались к каменной стене, где их не доставал огонь орудий с высот Мари, и заставили миссисипцев отходить вверх по склону. В 18-м Миссисипском полку было убито 68 человек. 226 человек сдалось в плен вместе с полковником Томасом Гриффином. Захватив каменную стену, федералы прорвались выше по склону и знаменосец 6-го Мэнского полка, Джон Грей, первый установил знамя на высотах Мари.
За висконсинцами шёл 31-й Нью-Йоркский. Один его рядовой через несколько дней вспоминал: «Мы лежали на земле до часу дня, а между тем батареи начали перестрелку и в воздухе потемнело от снарядов и прочих боеприпасов. 10 человек было ранено у нас, пока мы так лежали. Настал час дня и наша бригада вскочила на ноги, оставила ранцы и подсумки — и сразу же, как только наши головы показались из-за холма, где мы прятались, как на нас обрушился такой шквал пуль, шрапнели и картечи, что у нас дух захватило, а многих и поубивало. И всё же бригада пошла вперёд, теряя людей на каждом шагу… Оба наши знаменосца были ранены… один из лейтенантов взял знамя штата и донёс его до форта. Флаг 31-го был первым флагом, поднятым на укреплениях мятежников. Знамя штата было пробито целым залпом шрапнели».
Другой рядовой 31-го Нью-Йоркского полка потом писал: «Именно 31-й полк своей отчаянной атакой открыл путь всему VI корпусу к Фредериксбергу и именно Лёгкая дивизия (к которой он относился) взяла штурмом Фредериксбергские высоты, который в прошлый раз не смогли взять три дивизии Самнера и старая дивизия Хукера, равно как и ещё одна дивизия в то утро, когда мы атаковали».
По словам военного историка Теодора Доджа, стремительный прорыв колонн Седжвика удивительно отличался от атак Бернсайда 13 декабря прошлого года. Атака прошла так быстро, что бригады Хайса и Уилкокса не успели оказать Барксдейлу никакой помощи. Барксдейл ещё в ходе атаки отправил вестового к Уилкоксу с сообщением, что он попал в сложное положение, и запросил у Уилкокса полк. Уилкокс сразу отправил ему на помощь 10-й алабамский полк и сам отправился вместе с ним, но по дороге встретил отходящую луизианскую бригаду Хайса. Он узнал от луизианцев, что федералы уже захватили высоты Мари и что Хайс отступает к телеграфной дороге. Уилкокс предложил Хайсу сформировать линию обороны для сдерживания противника, но Хайс отказался, ссылаясь на данный ему приказ отступать.
В 10:30 сигнальный пост сообщил в штаб Потомакской армии в Фалмуте, что высоты Мари взяты. Через 20 минут эта новость была отправлена генералу Хукеру. Генерал Хукер в тот день ещё переживал последствия травмы, находясь попеременно то в состоянии сонливости, то в состоянии нервозности. Поздно вечером прибыл из Фредериксберга Говернор Уоррен с известиями о положении корпуса Седжвика. Хукер снова находился в сонном состоянии, выглядел утомлённым и без особого интереса выслушал новости от Седжвика, который передавал, что сделал всё, что мог и едва ли сможет продвинуться дальше. Хукер не стал давать никаких инструкций для Седжвика и порекомендовал ему действовать по своему усмотрению.

## Последствия

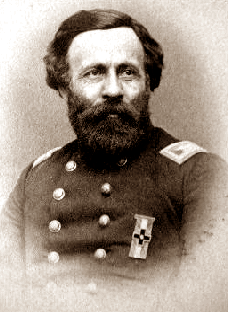
Полковник Хайрем Бёрнхам

В ходе этого боя защитники высот Мари потеряли 475 человек, примерно треть от своего числа. Атакующие потеряли 1100 человек, и примерно 2/3 этих потерь пришлись на передовые полки. Особенно тяжело пришлось левой колонне Бёрнхама, которая потеряла треть своего состава за несколько минут атаки: в колонне Бёрнхама погибло 97 человек, 401 был ранен, 310 пропало без вести, итого выбыло из строя 808 человек. 43-й Нью-Йоркский полк в тот день потерял 66 человек, а 31-й Нью-Йоркский — 142 человека. «Лёгкая дивизия» Бёрнхама понесла невосполнимые потери и после кампании она была расформирована.
Генерал Эрли в то утро находился на правом фланге своей дивизии, ожидая главной атаки именно там. Узнав о потере высот Мари, он предположил, что целью Седжвика является именно его дивизия. Он решил отступать по Телеграфной дороге, прикрывая собой железную дорогу. Луизианская бригада Генри Хайса после потери высот оказалась отрезана от дивизии Эрли, однако федеральная армия не стала развивать свой успех, поэтому Хайс смог беспрепятственно обойти высоты и присоединиться к дивизии Эрли. Отступив на две мили по телеграфной дороге, Эрли начал строить новую линию обороны. Его дивизия в ходе боя не понесла существенных потерь — за исключением потерь в двух миссисипских полках на высотах. Потеря восьми орудий была компенсирована из резерва.
В это время генерал Ли как раз предполагал возобновить атаку федеральных позиций под Чанселорсвиллом. Он только что выбил противника с чанселорсвиллского плато и теперь собирался отбросить его за Раппаханок. Для этой атаки он собирался использовать дивизию Лафайета Маклоуза. Однако, в полдень к нему прибыл лейтенант Питцер из штаба Эрли с новостями о том, что высоты Мари утрачены. Вскоре прибыл капеллан 18-го миссисипского полка Уильям Оуэн и с волнением рассказал о катастрофе под Фредериксбергом. Ли успокоил его и сказал, что Седжвик очень милый джентльмен «и я не думаю, что станет создавать нам большие проблемы». Ли был вынужден отменить задуманное наступление на Хукера и отправить бригады Маклоуза к Фредериксбергу. Ли ещё не знал, что Хукер ждёт его под Чанселорсвиллом в полной боевой готовности, и если бы Ли бросил в атаку свою ослабленную боями армию, то это неизбежно привело бы к её разгрому.
Бригада Кадмуса Уилкокса не принимала участия в сражении, но после захвата федералами высот Мари генерал Уилкокс осознал, что Седжвик нацеливается на тыл армии Ли. Уилкокс сразу же бросил свою алабамскую бригаду на перехват и вышел на Оранж-Пленк-Роуд в 3 милях от Фредериксберга у Салем-Чёч. Так как Седжвик не спешил продолжать наступление, то Уилкоксу хватило времени развернуть свою бригаду, доложить в штаб о происходящем и получить сообщение о том, что дивизия Маклоуза идёт ему на помощь.
В это время Седжвик, так удачно взявший высоты Мари, чувствовал себя всё более неуверенно. По всем правилам он должен был преследовать отступающего противника, однако приказы требовали от него идти к Чанселорсвиллу. Это означало повернуться спиной к дивизии Эрли. Первоначально Седжвик рассчитывал, что южане окажутся под ударом с двух сторон, но в итоге он сам оказывался между двумя частями армии противника. Кроме того, ожидалось появление двух корпусов Лонгстрита, которые могли так же оказаться в тылу у Седжвика. Размышляя над этой ситуацией, Седжвик разместил свой штаб в доме Геста на Пленк-Роуд и только в полдень отдал приказ дивизии Брукса выдвигаться на запад. Только в 14:00 эта дивизия подошла к дому Геста. Таким образом, Седжвик потратил 3,5 часа на подготовку своего наступления.

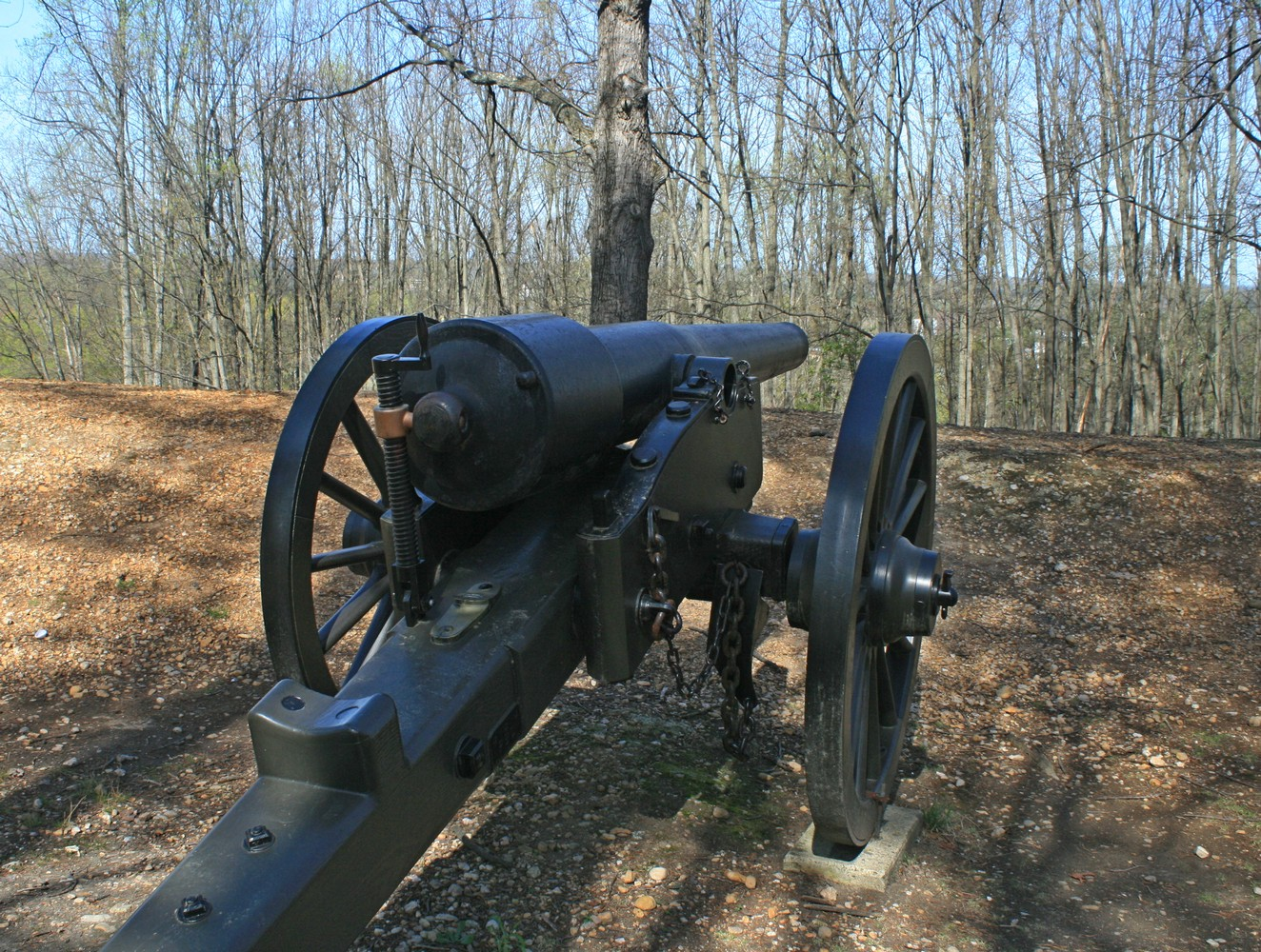
Орудие на Холме Ли, которое прикрывало подступы к высотам Мари

По мнению Теодора Доджа, наступление Седжвика на высоты Мари прошло в целом неплохо. Оно было выполнено на уровне всех прочих манёвров той кампании и могло бы быть высоко оценено, если бы от Седжвика не ожидали большего. Важнейшей частью миссии Седжвика была скорость наступления, а он двигался слишком медленно. Позже на следствии Говернор Уоррен сказал, что Седжвику следовало действовать более решительно, не задумываясь о возможных последствиях, ибо именно этого требовали от него приказы. Седжвика осуждали за то, что он не двинул войска на штурм сразу же по получении приказа — в 23:00 2 мая. Однако же, пишет Додж, Седжвик должен был бы в таком случае наступать по незнакомой местности, против противника, который знал каждый дюйм этой земли, в ночной темноте и тумане, и в такой ситуации вероятность захвата высот до рассвета кажется маловероятной. Претензии к Седжвику Додж считает ни чем иным, как попыткой переложить на него всю ответственность за неудачи Хукера у Чанселорсвилла в тот день. Приказ Хукера от 22:00 был недостаточно продуманным и нереалистичным и не мог быть выполнен.
Впоследствии возникло также много споров вокруг Джубала Эрли и его роли в сражении. Многие историки сомневаются, что он был хорошей кандидатурой для той ответственной роли, которая ему была поручена. Историк Гари Галлахер полагает, что Хилл, Маклоуз или Андерсон больше подходили для такого задания. Вместе с тем Роберт Ли как будто остался удовлетворён действиями Эрли и решил, что ему можно доверить управление армией для действий в отрыве от основных сил. Видимо, именно по этой причине Джубалу Эрли в 1864 году было поручено командовать 2-м корпусом во время наступления в долина Шенандоа.